# Drosera brevicornis
Drosera brevicornis este o specie de plante carnivore din genul Drosera, familia Droseraceae, ordinul Caryophyllales, descrisă de Allen Lowrie.
Este endemică în:
- Northern Territory.
- Coral Sea Is. Territory.
- Queensland.

Conform Catalogue of Life specia Drosera brevicornis nu are subspecii cunoscute.